# Jean-André Soulié
Padre Jean-André Soulié (Saint-Juéry (Aveyron), 6 de octubre de 1858 - Yaregong 1905) fue un sacerdote misionario, botánico y taxónomo francés, asesinado en el Tíbet oriental.

## Biografía
Nació en Saint-Juéry, Aveyron, en 1858. Se ordenó el 5 de julio de 1885, por la Sociedad de las Misiones Extranjeras de París y viajó en octubre de 1885 al vicariato apostólico del Tíbet (hoy diócesis de Kangding), administrado por el Mgr Félix Biet. Su primera misión fue la de Batang, Sichuan, luego a Cha-pa (hoy Shaba, cerca de Kangding). Se reunió con sus compañeros de la expedición francesa de Gabriel Bonvalot y príncipe Enrique de Orléans, en junio de 1890 en Ta-Tsien-lu (hoy Kangding).
En 1896, fue enviado a la estación de la misión de Tse-ku (cerca hoy de Yanmen) con el padre Jules Dubernard. Este pueblo está situado en la orilla derecha del río Lancang (Mekong superior). Posteriormente, se trasladó a Oregón (hoy Yari Gong Xiang), donde adquirió cierta popularidad mediante la práctica de la medicina entre la población local.

## Deceso
Soulié fue capturado, torturado durante doce días y disparado en el valle de Ngarongchy, cerca de Yaregong, Sichuan, por lamas durante la revuelta tibetana de 1905.

## Legado

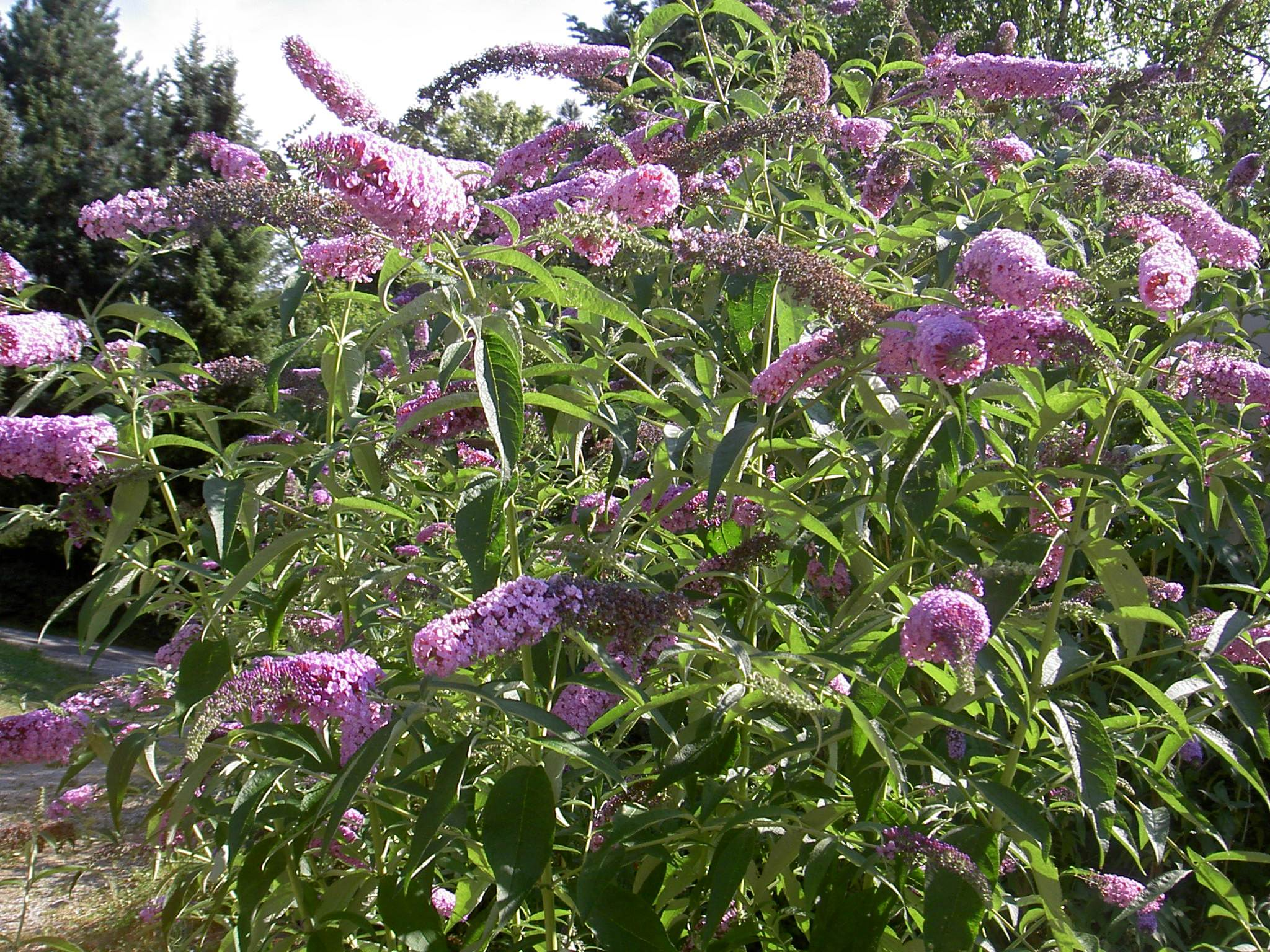
Arbusto de Buddleja davidii

Como botánico, el Padre Soulié recogió más de 7.000 especies, entre ellas Rosa soulieana, una especie de Rosa endémica, el cual fue introducido en Europa por Auguste Louis Maurice de Vilmorin, y estudiado por el Museo Nacional de Historia Natural de Francia en París y, a continuación, por François Crépin en 1896. la mayor parte de las muestras del padre Soulié fueron especialmente estudiados y definidos por Adrien Franchet.
Padre Soulié también envió en 1895 las primeras semillas de Buddleja davidii a París; entonces ese árbol decorativo fue introducido por Vilmorin y ampliamente distribuido en Europa después de 1916.
Alrededor de Tsekou y Atentsé (hoy Yunling), capturó y envió al Museo Nacional de Historia Natural de Francia los primeros ejemplares conocidos por la ciencia del mono negro de nariz chata Rhinopithecus bieti, descrito por Alphonse Milne-Edwards en 1897.

## Epónimos
- (Balsaminaceae) Impatiens soulieana Hook.f.[7]
- (Polypodiaceae) Platygyria soulieana (Christ) X.C.Zhang & Q.R.Liu[8]
- (Rosaceae) Rosa soulieana Crép.[9]